# Monachocrinus caribbeus
Monachocrinus caribbeus är en sjöliljeart. Monachocrinus caribbeus ingår i släktet Monachocrinus och familjen djuphavssjöliljor. Inga underarter finns listade i Catalogue of Life.